# 2914 Глерніш
2914 Глерніш (2914 Glärnisch) — астероїд головного поясу, відкритий 19 вересня 1965 року.
Тіссеранів параметр щодо Юпітера — 3,606.